# Ґулікамі
Ґулікамі (груз. გულიკამი) — село в Грузії.
За даними перепису населення 2014 року в селі проживає 1234 особи.